# Sint-Michaëlkerk (Leer)
De Sint-Michaëlkerk (Duits: St.-Michael-Kirche) is een rooms-katholieke kerk in de stad in Oost-Friese stad Leer. Het is de eerst gebouwde katholieke kerk van na de reformatie in Oost-Friesland.

## Geschiedenis
Met de reformatie verdween ook het georganiseerde katholicisme uit de stad Leer. Toen na onenigheden tussen het Huis Cirksena en Oost-Friese standen keizerlijke troepen in de stad werden gestationeerd om er de vrede te handhaven, kwam er in 1676 ook voor het eerst een katholieke veldpriester. Hij vormde het fundament van een nieuwe parochie, die werd ingedeeld bij het bisdom Osnabrück.
De katholieke missen werden vooralsnog in een particuliere woning gevierd, maar in het jaar 1719 wist de groeiende parochie voor 600 rijksdaalders een eigen huis te verwerven. Al na enkele jaren groeide de parochie ook uit dit huis, zodat de katholieke commandant baron Höfflinger in 1725 een verzoek indiende voor een uitbreiding. Vorst George Albrecht willigde in eerste instantie dit verzoek mondeling in, maar na felle protesten van de zijde van protestanten werd deze toestemming weer ingetrokken. In 1778 gaf hij echter de katholieken alsnog toestemming om op dezelfde plek een nieuwe kerk te bouwen. Maar wederom stuitten de plannen op groot verzet van de protestanten, waardoor er van de bouw niets terechtkwam.
Na de dood van de laatste vorst Karel Edzard (regeringstijd 1734-1744) werd Oost-Friesland en daarmee ook Leer bij Pruisen gevoegd. De katholieke parochie zag nieuwe kansen en diende in 1767 een nieuw verzoek in om hun huiskerk uit te breiden en een klokkentoren te bouwen. De weerstand kwam nu vooral van de kant van de plaatselijke lutheranen, die vonden dat de katholieke kerk te dicht bij hun lutherse kerk kwam te staan.
Op 2 januari 1775 kreeg de parochie ten slotte de vergunning om de huiskerk te vervangen door nieuwbouw. Op 6 juni 1775 begon de afbraak van de huiskerk en aansluitend verrees de huidige zaalkerk met schilddak, die op 15 december 1775 werd ingewijd. De toren van de Michaëlkerk werd naar het voorbeeld van de kerk van Wahn gebouwd, het dorp in het vroegere Landkreis Aschendorf-Hümmling, dat in de Tweede Wereldoorlog plaats moest maken voor de uitbreiding van een militair oefenterrein. De Wahner kerktoren ging terug op een ontwerp van de Münsterse bouwmeester Johann Conrad Schlaun.
Boven het portaal bevindt zich een zandstenen reliëf, dat de aartsengel Michaël met de draak voorstelt.
Van 1933 tot zijn arrestatie in 1941 door de Gestapo diende Heinrich Schniers als priester in de Sint-Michaëlkerk. Schniers stierf in 1942 in het concentratiekamp Dachau. De parochie beleefde na de Tweede Wereldoorlog een stormachtige groei wegens de toestroom van vluchtelingen uit de verloren gegane oostelijke gebieden van het Duitse Rijk. Dit maakte de westelijke uitbreiding van de kerk in 1951 noodzakelijk. In 1955 volgde de stichting van een tweede katholieke parochie, die met de bouw van de Mariakerk nog in hetzelfde jaar een eigen kerkgebouw kreeg.
Sinds de jaren 1990 maakte de parochie een krimp door. Dit noopte de parochie tot meer samenwerking met de parochies van Moormerland, Weener en Leer-Loga.